# زالمان أبراموف
زالمان أبراموف (بالعبرية: שניאור זלמן אברמוב‏) (6 مايو 1908 – 5 مارس 1997) سياسي إسرائيلي كان نائبا في الكنيست الإسرائيلي بين عامي 1959 إلى 1977.

## حياته
ولد في مينسك في الإمبراطورية الروسية (وتقع حاليا في بيلاروسيا)، وهاجر إلى فلسطين عام 1920. تلقى تعلميه في مدرسة هيرتزيليا العبرية الثانوية في تل أبيب، ثم درس في جامعة ويسترن ريزيرف، ونال درجة الدكتوراه في الحقوق. وأثناء وجوده في الولايات المتحدة كان نائب رئيس لمنظمة الطلبة الصهاينة الأمريكان بين عامي 1931 و1933. وخدم لاحقاً كرئيس لرابطة الصداقة الإسرائيلية الأمريكية بين عامي 1950 و1964.
انتخب عضواً في الكنيست الإسرائيلي على قائمة حزب جنرالات صهيون في عام 1959. وأعيد انتخابه أعوام 1961، 1965، 1969، 1973 والتي حدث فيها اندماج بين حزبه وحزب العمل ثم الجاهال ثم لاحقاً الليكود. وبين عامي 1963 و1972 مثل الكنيست في المجلس الأوروبي وفي عام 1970 أصبح رئيسا للجنة التنفيذية للمجلس الشعبي لليهود السوفيت. ومن عام 1974 إلى 1977 خدم كنائب رئيس الكنيست.
كان يعتبر أحد أهم المفكرين والمنظرين لليبرالية الإسرائيلي، رغم أن مواقفه مالت إلى أن تكون معتدلة وتقدمية أكثر من معظم أعضاء حزبه ومن التجمعات السياسية الأخرى التي انضم إليها. وخلال حياته ظل مقتنعاً برؤية حاييم وايزمان التي كانت تمثل الجناح اليميني للصهيونية. وفقا لتلك الرؤية فهو آمن أن قوة إسرائيل تكمن في جهودها في تطوير مؤسساتها التعليمية والمعاهد البحثية العلمية، وأيضا قدرتها على تطبيق قيودها الأخلاقية على نفسها بتطبيق منظور عالمي واسع حينما تضطر للتعامل مع شئون محلية أو إقليمية.
مات في القدس في 1997.